# تقرن الجلد السيلاني
تقرن الجلد السيلاني (بالإنجليزية: Keratoderma blennorrhagica)‏ هو مرض جلدي غالبا ما يصيب راحة اليد وباطن القدم لكن بإمكانه الانتشار لكيس الصفن، فروة الرأس وجذع الجسم. ويشبه في شكله الصدفية.:195
تقرن الجلد السيلاني غالبا ما يتواجد مع التهاب المفاصل التفاعلي "Reactive Arthritis" في حوالي 15% من المرضى الرجال .
يظهر على شكل بثور شمعية متحوصلة ذات لون بني مصفر التي غالبا ما تلتحم لتكون صفيحات قشرية ذات حواف متوسفة (Desquamation) .